# Kill Point : Dans la ligne de mire
Kill Point : Dans la ligne de mire (The Kill Point) est une mini-série américaine en huit épisodes de 42 minutes, créée par Steve Shill et diffusée entre le 22 juillet 2007 et le 26 août 2007 sur Spike TV.
En France, la mini-série a été diffusée entre le 31 août 2008 et le 31 août 2008 sur France 2 et sur France 4.

## Synopsis
Un groupe de vétérans de l'armée américaine dirigée par le sergent Jake Mendez décide de braquer une banque, l'opération se passe mal et se transforme en prise d'otages.

## Distribution
- John Leguizamo (VF : Emmanuel Karsen) : le sergent Jake « M. Wolf » Mendez
- Donnie Wahlberg (VF : Thierry Ragueneau) : le capitaine Horst Cali
- Jeremy Davidson (VF : Serge Faliu) : le caporal Henry « M. Rabbit » Roman
- Frank Grillo (VF : Nessym Guetat) : le soldat Albert « M. Pig » Roman
- Leo Fitzpatrick (VF : Benjamin Pascal) : le soldat Michael « M. Mouse »
- J. D. Williams (VF : Frantz Confiac) : le marine Marshall « M. Cat » O'Brien Jr
- Michael Hyatt (VF : Coco Noël) : le lieutenant Connie Reubens, chef d'équipe du SWAT
- Christine Evangelista (VF : Isabelle Volpé) : Ashley Beck
- Geoffrey Cantor (VF : Gilbert Lévy) : Abe Sheldon
- Jennifer Ferrin (VF : Hélène Bizot) : Chloe

## Épisodes
1. Pris au piège, première partie (Who's Afraid of Mr. Wolf: Part One)
2. Pris au piège, deuxième partie (Who's Afraid of Mr. Wolf: Part Two)
3. Pas de meringue (No Meringue)
4. Pour la patrie (Pro Patria)
5. Jour de visite (Visiting Hours)
6. Exfiltration (The Great Ape Escape)
7. Le Troupeau, première partie (Rabbit at Unrest: Part One)
8. À la vie, deuxième partie (The Devil's Zoo: Part Two)

## Produits dérivés

### Jeu vidéo
Un jeu de tir à la première personne basé sur la série est disponible en ligne depuis le site de Kuma Reality Games. Il utilise Source engine, le moteur de jeu développé par Valve Software pour Half-Life 2.